# 巴孛的教义
巴孛的教义是指巴比教创始人赛义德·阿里·穆罕默德的教义，祂也是巴哈伊信仰的三个核心人物之一。祂是来自波斯设拉子的一位商人，24岁时宣称自己为允诺的卡伊姆（或马赫迪）。祂以巴孛作为自己的称号，意即“大门”。祂启示了大量的书信（亦称为书简），说明了自己弥赛亚的地位，新信仰的教义，构成了新的宗教律法。祂的启示最终吸引了成千上万的支持者。新信仰遭到了伊朗什叶派神职人员的反对，并遭致伊朗政府的镇压，数以千计的信众（即巴比信徒）被迫害和屠戮。1850年，巴孛本人30岁时，在大不里士被枪杀。

## 概要
巴孛的教义可分为包含不同主题的三大阶段。祂最早的教义主要是根据祂对《古兰经》和其他伊斯兰传统的阐释来确定。祂在三个阶段的教义中都贯穿了这种阐释方式，而重点逐步转向了律法声明和哲学阐释。在哲学阶段，巴孛对“存在”与“创造”做了形而上的说明；在律法阶段，祂将神秘性和历史性明确地统一起来。

通过对巴孛三个阶段著作的分析可以表明，祂所有的教义都有内在统一的原则和不同的维度及形式。

## 三个阶段

### 释义《古兰经》
巴孛最初将重点放在对《古兰经》和“直到复活日”之前代表“真正伊斯兰”的教义的解释和评论。此时，祂的圣作中还保留了许多伊斯兰禁令，巴孛声称祂有权澄清伊斯兰教法中的细节问题。祂以此方式反对传统，通过对伊斯兰圣作和传统的解释来改变、扭转和重新定义其传统涵义。例如：与传统穆斯林不同的是，祂的要求更加严格，如增加额外的祈祷。祂的早期著作当中的一个重要部分是对什叶派千年主题的讨论，这也使祂的运动具有天启的性质。这是马赫迪复临，是上帝的胜利和统辖之日。这令巴比运动受到了广泛地欢迎。
巴孛的著作常会引用和评论《古兰经》中的段落。然而不像神学家或是苏菲学派对《古兰经》的评论，祂不是评论其中的词或句子，而是从字母到字母来评论文本，以圣文为起点来启示一个与《古兰经》不太相关或是毫无联系的主题。巴孛以象征或隐喻的方式对文本和许多伊斯兰教义进行释义，祂拒绝从字面上解释天启教义。尽管祂有时会使用苏菲术语，祂的推理方式却与其他思想学派截然不同。巴孛认为语言以及包括自然和文化在内的现实的所有其他方面都是更深灵性涵义的象征。祂说世界万物均乃宣布上帝统权的征象。因此，现实就是一种由庆祝万物之神圣启示的字词组成的语言。

### 律法申明
巴孛的早期教义自1848年祂废除伊斯兰律法开始发生变化。巴比律法包括：前往设拉子巴孛故居的独立的朝圣方式，巴比日历以波斯诺露兹节开始有19个月，每个月19天，包括4个闰日（总数成为365,19*19仅为361），最后一个月在三月结束，是巴比的斋月。巴比教的义务祷文也不同于穆斯林的方式，不再强调重复经文的迪克尔。婚姻法反对重婚，禁止非法同居，确立离婚前要有一年的等待期。有关妇女无需用面纱掩盖自己的律法极大地提高了妇女的地位。然而巴孛没有明确地就两性平等的原则进行说明，而且继续实施异性需在公共场合分开的其他规定。
圣战和牺牲的主题在巴孛的著作中依然十分重要。巴孛从理论上将圣战描述为武力斗争，但是祂从未明确宣布开始圣战，而是将其定义为在不可能的条件下才会发生的神圣战争，由此完全削弱并废止了圣战的概念。巴比信徒们的各种斗争似乎主要是属于防卫性圣战。伊斯兰什叶派尤为重视的牺牲主题对巴比信徒们也很重要。在谢赫大不里士受到包围的巴比堡垒重现了卡爾巴拉的巴比事件。成百上千的巴比信徒们在公共场合殉道，他们的殉道方式激发了对其圣道的敬仰和忠诚。
自巴孛1848年8月返回奇赫里特直到1850年7月殉道之间，巴孛的一些著作例如阿斯玛经（Kitáb-i-Asmá'）描述了一些与巴比社团的实际状况基本无关的礼仪习俗。 巴孛的著作中也包含许多编撰纪年、神秘解释、神奇数字、星历表和数字计算，其中一些似乎与Nuqtavi的神秘象征相似。文献相似的是，巴孛著作中也多次出现了数字19。尽管Nuqtavi学派的一些元素在巴孛著作中得到确认，Nugtavi学派将字母作为神圣创作的直接元素却不同于巴孛的著作，巴孛的教义与实际文字或神圣字母关系甚少，它是一种认为人类的神圣品格是上帝之形象的神秘世界观。
巴孛也发展出可在巴比神权国家里实施的律法原则，前提是如果得到上帝将昭示天下者的同意实施。此类国家制度中包括烧毁非巴比教书籍和禁止非巴比信徒在其疆域内居住。

### 哲学阐释
巴孛在其后期著作中将神圣或永恒本质描述为不可知、不能描述和无法接近的。巴孛将上帝比喻为那唯一之太阳，尽管会以不同的姓名和形式通过先知们显圣。有些教义的特征与早期什叶派分支的伊斯玛仪派和胡儒非派相同。而祂关于需要连续性的“先知周期”的教义是个全新的概念。 祂还对什叶派例如“重生”“审判日”“天堂”和“地狱”等术语进行重新释义。祂说“重生”意味着新启示的出现，“令死人复活”是指远离真正宗教之人的灵性觉醒。祂进一步说明“审批日”意指新的上帝的显示者来临之时，祂会受到地球居民的接受或是拒绝。因此巴孛说伴随祂的启示，末日已来临，复活时代已经开始，而末日代表了以往先知周期的结束。传统什叶派千年不变的信念受到过度解读以至于传统预期极少受到欢迎。巴孛的著作尤其在《波斯语巴扬经》中的另一个常见主题是在祂之后的弥赛亚，即上帝将要显圣的祂。祂劝告巴比信徒在所有聚会中为祂保留座位，时刻准备接受祂。